# Chặng đua MotoGP Styria 2020
Chặng đua MotoGP Styria 2020 (tên chính thức 2020 BMW M Grand Prix of Styria) là chặng đua thứ 5 của mùa giải MotoGP 2020. Chặng đua được tổ chức ở trường đua Red Bull Ring, Áo từ ngày 21 đến 23 tháng 08 năm 2020. Người chiến thắng là Miguel Oliveira của đội đua Tech 3 KTM.

## Bối cảnh
Đây là chặng đua được bổ sung vào lịch thi đấu sau khi một số chặng đua khác bị hủy vì đại dịch covid-19.

## Diễn biến chính

### Race-1
Johann Zarco bị phạt xuất phát từ pitlane do lỗi gây tai nạn ở chặng đua MotoGP Áo 2020.
Tay đua giành pole là Pol Espargaro. Nhưng anh nhanh chóng đánh mất vị trí vào tay Joan Mir, Jack Miller và Takaaki Nakagami ngay ở vòng 1.
Đến vòng 17, khi trật tự cuộc đua đã ổn định thì bất ngờ chiếc xe của Maverick Vinales bị hỏng phanh buộc anh phải nhảy khỏi chiếc xe để thoát hiểm. Chiếc xe Yamaha tông thẳng vào hàng rào và bốc cháy khiến cho cuộc đua phải tạm dừng.

### Race-2
Sau khi cuộc đua trở lại thì Joan Mir và Takaaki Nakagami không còn giữ được tốc độ của mình và dần tụt về phía sau. Ngược lại thì Pol Espargaro lại thi đấu rất mạnh mẽ, là người cạnh tranh quyết liệt với Jack Miller. Điều bất ngờ đã xảy ra ở góc cua cuối cùng, Miguel Oliveira vốn không được đánh giá cao đã vượt cả Miller và Espargaro để giành chiến thắng MotoGP đầu tiên trong sự nghiệp. Đây cũng là chiến thắng thể thức MotoGP đầu tiên của đội đua vệ tinh Tech3.
Fabio Quartararo chỉ đứng thứ 13 vẫn giữ được vị trí dẫn đầu trên BXH tổng với 70 điểm.

## Kết quả
Đây là kết quả Race-2 của cuộc đua:
| Stt                         | Số xe | Tay đua           | Xe      | Lap | Thời gian       | Xuất phát | Điểm |
| --------------------------- | ----- | ----------------- | ------- | --- | --------------- | --------- | ---- |
| 1                           | 88    | Miguel Oliveira   | KTM     | 12  | 16:56.025       | 7         | 25   |
| 2                           | 43    | Jack Miller       | Ducati  | 12  | +0.316          | 4         | 20   |
| 3                           | 44    | Pol Espargaró     | KTM     | 12  | +0.540          | 1         | 16   |
| 4                           | 36    | Joan Mir          | Suzuki  | 12  | +0.641          | 3         | 13   |
| 5                           | 4     | Andrea Dovizioso  | Ducati  | 12  | +1.414          | 8         | 11   |
| 6                           | 42    | Álex Rins         | Suzuki  | 12  | +1.450          | 6         | 10   |
| 7                           | 30    | Takaaki Nakagami  | Honda   | 12  | +1.864          | 2         | 9    |
| 8                           | 33    | Brad Binder       | KTM     | 12  | +4.150          | 13        | 8    |
| 9                           | 46    | Valentino Rossi   | Yamaha  | 12  | +4.517          | 14        | 7    |
| 10                          | 27    | Iker Lecuona      | KTM     | 12  | +5.068          | 12        | 6    |
| 11                          | 9     | Danilo Petrucci   | Ducati  | 12  | +5.918          | 11        | 5    |
| 12                          | 41    | Aleix Espargaró   | Aprilia | 12  | +6.411          | 19        | 4    |
| 13                          | 20    | Fabio Quartararo  | Yamaha  | 12  | +7.406          | 9         | 3    |
| 14                          | 5     | Johann Zarco      | Ducati  | 12  | +7.454          | 22        | 2    |
| 15                          | 21    | Franco Morbidelli | Yamaha  | 12  | +10.191         | 10        | 1    |
| 16                          | 73    | Álex Márquez      | Honda   | 12  | +10.524         | 16        |      |
| 17                          | 35    | Cal Crutchlow     | Honda   | 12  | +11.447         | 17        |      |
| 18                          | 6     | Stefan Bradl      | Honda   | 12  | +11.943         | 20        |      |
| 19                          | 38    | Bradley Smith     | Aprilia | 12  | +12.732         | 18        |      |
| 20                          | 51    | Michele Pirro     | Ducati  | 12  | +14.349         | 15        |      |
| 21                          | 53    | Tito Rabat        | Ducati  | 12  | +14.548         | 21        |      |
| Ret                         | 12    | Maverick Viñales  | Yamaha  | 0   | Did not restart | 5         |      |
| OFFICIAL MOTOGP RACE REPORT |       |                   |         |     |                 |           |      |

Nguồn: Trang chủ MotoGP

## BXH sau chặng đua
|   | Stt | Tay đua          | Điểm |
| - | --- | ---------------- | ---- |
|   | 1   | Fabio Quartararo | 70   |
|   | 2   | Andrea Dovizioso | 67   |
| 4 | 3   | Jack Miller      | 56   |
|   | 4   | Brad Binder      | 49   |
| 2 | 5   | Maverick Viñales | 48   |

|  | Stt | Xưởng đua | Điểm |
|  | --- | --------- | ---- |
|  | 1   | Yamaha    | 88   |
|  | 2   | Ducati    | 87   |
|  | 3   | KTM       | 82   |
|  | 4   | Suzuki    | 57   |
|  | 5   | Honda     | 46   |

|  | Stt | Đội đua                      | Điểm |
|  | --- | ---------------------------- | ---- |
|  | 1   | Petronas Yamaha SRT          | 102  |
|  | 2   | Monster Energy Yamaha MotoGP | 93   |
|  | 3   | Ducati Team                  | 92   |
|  | 4   | Red Bull KTM Factory Racing  | 84   |
|  | 5   | Team Suzuki Ecstar           | 73   |